# Arbeiterkorrespondenzbewegung
Die Arbeiterkorrespondenzbewegung war in den 1920er Jahren der Versuch der KPD, Industriearbeiter als Autoren für Zeitungsartikel zu gewinnen.
Ende der 1920er Jahre regte die KPD an, Arbeiter sollten als eine Art Sonderkorrespondent über Missstände in ihren Betrieben Artikel schreiben, die dann in den Lokalausgaben der Roten Fahne erscheinen sollten.
Die KPD wollte damit die Bindung der Arbeiter an die Zeitung stärken und hoffte, so ein Netz illegaler Zeitungsverteiler aufzubauen, falls die Partei und ihre Presse gezwungen würde, in den Untergrund zu gehen. Für die begabtesten der Arbeiterkorrespondenten waren die Artikel aber der Beginn einer Laufbahn als Schriftsteller. Die bekanntesten unter ihnen waren Willi Bredel und Hans Marchwitza.
Auch in der DDR gab es Projekte mit Arbeiterkorrespondenten, den Zirkel Schreibender Arbeiter.